# کیتو فوروشیما
کیتو فوروشیما (ژاپنی: 古島 圭人؛ زادهٔ ۵ سپتامبر ۱۹۹۵) یک بازیکن فوتبال اهل ژاپن است.
از باشگاه‌هایی که در آن بازی کرده‌است می‌توان به باشگاه ورزشی یوکوهاما اشاره کرد.